# Moses Löb Bloch
Moses Löb Bloch (geboren am 12. Februar 1815 in Ronsperg, Böhmen; gestorben am 6. August 1909 in Nagymaros, Ungarn) war ein österreichisch-ungarischer Rabbiner und Autor. Er galt als einer der besten Kenner des Talmuds in Mitteleuropa.

## Leben
Moses Löb Bloch war Sohn von Rabbi Elia Bloch aus Poběžovice und Ester, der Tochter von Eleazar Löw, genannt Schemen Rokeach.
Moses Löb Bloch erhielt Talmudunterricht bei dem Pilsner Kreisrabbiner Philipp Kohner in Schwihau und von 1827 bis 1834 bei seinem Onkel, dem Rabbiner Wolf Löw in Topoľčany (Nagytapolcsány) in der Slowakei (damals Königreich Ungarn). Er besuchte das Gymnasium in Pilsen. In Prag besuchte er die Jeschiwa von Löb Glogau und das Gymnasium.
Bloch studierte 1840 an der Karl-Ferdinands-Universität Prag und wurde zum Rabbiner ordiniert.
Am 28. April 1841 wurde Bloch als Rabbiner in Wotitz in Zentralböhmen bestätigt. Im selben Jahr heiratete er Anna Weishut (gestorben 1886). 1852 wurde er Rabbiner in Hermanmestetz, Ostböhmen, 1856 in Leipnik, Mähren. Dort unterhielt er eine Jeschiwa.
1877 wurde er zum Direktor und Professor für Talmud an der Landesrabbinerschule nach Budapest berufen. Seine Schüler waren dort unter anderen Ludwig Blau, Adolf Büchler, Michael Guttmann, S. Krauss, Martin Mordekhai Schreiner (1863–1926), Ludwig Venetianer (1867–1927), Max Weiss und Ignaz Ziegler.
1907 ging er in den Ruhestand.
Moses Löb Bloch schrieb einige Arbeiten über talmudisches Recht.
1896 wurde er von Kaiser Franz Josef I. mit dem Ritterkreuz des Franz-Josefs-Ordens ausgezeichnet.

## Werke (Auswahl)
- Ša‘arēTōrath ha-Taqqānōth. Die Institutionen des Judenthums, nach der in den Quellen angegebenen geschichtlichen Reihenfolge geordnet und entwickelt. (hebräisch), Band I,1 Wien 1879; Bd. I,2 Przemyśl 1884.
- Das mosaisch-talmudische Polizeirecht. In: Jahresbericht der Landes-Rabbinerschule in Budapest 1879.; ungarisch: A mozaiko-talmudi rendöri jog. In: A Budapesti Országos Rabbiképzö-Intézet Értesitöje az 1878-79. 1879.
- Die Vormundschaft nach mosaisch-talmudischem Rechte. In: Jahresbericht der Landes-Rabbinerschule in Budapest 1904.
- Die Institutionen des Judenthums. 1879.